# 韋恩·G·哈蒙德
韋恩·G·哈蒙德（英語：Wayne Gordon Hammond，1953年2月11日—）是美國作家、學者、圖書館員，托爾金研究專家。與妻子克里斯蒂娜·斯卡爾撰有《J·R·R·托爾金：藝術家與插畫家》、《魔戒阅读指南》、《托尔金作品导读与指南》、《哈比人的藝術》等多本托爾金研究書籍。

## 生平
1953年2月11日，韋恩·G·哈蒙德出生於俄亥俄州的克利夫蘭，在該市郊區長大，從小喜愛漫畫、科幻小說與冒險故事。1970年就讀高中時初次接觸到J·R·R·托爾金的名著《魔戒》。
1975年哈蒙德獲得鮑德溫-華萊士學院文學士學位。1976年獲得密西根大學圖書館學學院文學碩士。
在1976年至2015年期間，他在馬薩諸塞州威廉姆斯學院的查賓图书馆擔任助理圖書館管理員。
1993年，哈蒙德出版了《J·R·R·托爾金：描寫性傳記》。1994年他與克里斯蒂娜·斯卡爾結婚。而後夫妻兩人應克里斯多夫·托爾金之邀，共同合著《J·R·R·托爾金：藝術家與插畫家》。

## 外部連結
- 韋恩·G·哈蒙德與克里斯蒂娜·斯卡尔的官網 （页面存档备份，存于）（英文）
- 韋恩·G·哈蒙德與克里斯蒂娜·斯卡尔的部落格 （页面存档备份，存于）（英文）
- 對韋恩·G·哈蒙德與克里斯蒂娜·斯卡尔的採訪，2007年（英文）
- 對韋恩·G·哈蒙德與克里斯蒂娜·斯卡尔的採訪，2011（英文）
- Wayne G. Hammond在国会图书馆管理局的纪录，有15条目录纪录